# Xiaotian Shan
Xiaotian Shan (chinesisch 小天山 ‚Kleiner Tianshan‘) ist ein 115 m hoher Hügel an der Ingrid-Christensen-Küste des ostantarktischen Prinzessin-Elisabeth-Lands. Er ragt westlich des Lake Cameron auf der Halbinsel Broknes in den Larsemann Hills auf.
Chinesische Wissenschaftler benannten ihn 1992 im Zuge von Luftaufnahmen und Kartierungsarbeiten. Namensgeber ist der Tian Shan, ein Hochgebirge in China.